# Wybory parlamentarne w Austrii w 1986 roku
Wybory parlamentarne w Austrii odbyły się 23 listopada 1986. Frekwencja wyborcza wyniosła 90,5%.

## Wyniki wyborów
|  | Lista                               | Liczba głosów | %    | +/- | Mandaty | +/- |
|  | ----------------------------------- | ------------- | ---- | --- | ------- | --- |
|  | Socjalistyczna Partia Austrii (SPÖ) | 2 092 024     | 43,1 | 4,5 | 80      | 10  |
|  | Austriacka Partia Ludowa (ÖVP)      | 2 003 663     | 41,3 | 1,9 | 77      | 4   |
|  | Austriacka Partia Wolnościowa (FPÖ) | 472 205       | 9,7  | 4,7 | 18      | 6   |
|  | Zielona Alternatywa (GRÜNE)         | 234 028       | 4,8  | 1,5 | 8       | 8   |
|  | Komunistyczna Partia Austrii (KPÖ)  | 35 104        | 0,7  |     | 0       |     |
|  | inni                                | 15 164        | 0,3  |     | 0       |     |
|  | Razem                               | 4 852 188     | 100  |     | 183     |     |

### Wyniki wyborów w Krajach związkowych
| Kraje związkowe wyniki w % | SPÖ  | ÖVP  | FPÖ  | GRÜNE | KPÖ | Inni | Frekwencja |
| -------------------------- | ---- | ---- | ---- | ----- | --- | ---- | ---------- |
| Burgenland                 | 49,0 | 42,8 | 5,4  | 2,3   | 0,3 | -    | 93,8       |
| Karyntia                   | 47,2 | 27,2 | 20,9 | 3,8   | 0,6 | 0,3  | 93,9       |
| Dolna Austria              | 42,4 | 47,3 | 6,1  | 3,6   | 0,6 | -    | 92,5       |
| Górna Austria              | 42,0 | 41,5 | 11,0 | 4,9   | 0,6 | -    | 91,0       |
| Salzburg                   | 36,7 | 40,9 | 15,9 | 5,9   | 0,5 | -    | 86,8       |
| Styria                     | 44,1 | 41,0 | 9,9  | 4,1   | 0,9 | -    | 95,4       |
| Tyrol                      | 29,2 | 53,2 | 11,3 | 5,8   | 0,6 | -    | 93,6       |
| Vorarlberg                 | 25,5 | 53,1 | 11,9 | 8,8   | 0,7 | -    | 96,0       |
| Wiedeń                     | 52,4 | 33,2 | 5,8  | 6,1   | 1,0 | 1,5  | 81,5       |